# 马王堆帛书周易
马王堆帛书周易，全称西汉马王堆汉墓帛书《周易》，又被称为帛书周易、帛易等，西汉古籍，是马王堆帛书的一部分，国家一级文物，1973年出土于湖南省长沙市马王堆汉墓，是一部书写在帛卷上的《周易》古籍。该书被中国国家文物局收录到了2013年8月19日发布的《第三批禁止出境展览文物目录》中，属于禁止出境展览文物。现藏于湖南省博物馆。

## 出土
1973年出土于长沙马王堆第三号汉墓，盛于一漆盒内。帛幅高约48厘米，宽约85厘米，墨书。